# Dervla Kirwan
Dervla Kirwan (Churchtown, 24 oktober 1971) is een Ierse actrice.

## Biografie
Kirwan werd geboren in Churchtown in een gezin van drie kinderen. Zij doorliep de middelbare school aan de Loreto Beaufort in Rathfarnham, een katholieke school voor meisjes tot de leeftijd van zestien. Op haar zestiende leeftijd moest zij hier weg en studeerde daarna verder aan de Sandymount High School in Sandymount. Tijdens haar studietijd kwam zij in contact met het acteren, en besloot dat dit haar toekomst was.
Kirwan begon in 1986 met acteren in de film The Fantasist, waarna zij nog meerdere rollen speelde in films en televisieseries.
Kirwan is in 2007 getrouwd met acteur Rupert Penry-Jones met wie zij twee kinderen heeft.

## Filmografie

### Films
Uitgezonderd korte films.
- 2021 Silent Hours - als DI Jane Ambrose
- 2021 Last Call - als Leticia (stem)
- 2018 Trautmann - als Clarice Friar
- 2017 Silent Hours - als DI Jane Ambrose
- 2017 Interlude in Prague - als Frau Lubtak
- 2014 Luna - als Christine
- 2012 Entity - als Ruth Peacock
- 2009 Ondine - als Maura
- 2007 Dangerous Parking - als moeder van Noah
- 2004 School for Seduction - als Clare
- 2004 The Deputy - als Terri Leonard
- 2003 Double Bill - als Charlie Goodman
- 2001 The Bombmaker - als Andrea Hayes
- 2000 Happy Birthday Shakespeare - als Kate Green
- 1999 The Greatest Store in the World'' - als moeder
- 1999 The Flint Street Nativity - als Jaye Dackers / Angel Gabriel
- 1999 With or Without You - als Rosie Boyd
- 1998 Pete's Meteor - als Carmel
- 1997 Mr. White Goes to Westminster - als The Ferret
- 1994 War of the Buttons - als Marie (stem)
- 1993 A Handful of Stars - als ??
- 1993 Poor Beast in the Rain - als Eileen
- 1991 December Bride - als jonge Martha
- 1990 The Lilac Bus - als Celia
- 1986 The Fantasist - als Fiona

### Televisieseries
Uitgezonderd eenmalige gastrollen.
- 2022 The Reunion - als Annabelle Degalais - 6 afl.
- 2021-2022 Smother - als Val Ahern - 12 afl.
- 2020 The Stranger - als Corrine Price - 8 afl.
- 2019 Silent Witness - als Amanda Long - 2 afl.
- 2018 Strangers - als Megan Harris - 8 afl.
- 2018 Strike Back - als Rachel Sheridan - 2 afl.
- 2012 Blackout - als Alex Demoys - 3 afl.
- 2011 Injustice - als Jane Travers - 5 afl.
- 2010 The Silence - als Maggie - 4 afl.
- 2010 Material Girl - als Davina Bailey - 6 afl.
- 2009 Law & Order: UK - als Beatrice McArdle - 2 afl.
- 2007 True Dare Kiss - als Phil Tyler - 6 afl.
- 2004-2005 55 Degrees North - als Claire Maxwell - 14 afl.
- 2002 Dalziel and Pascoe - als Rye Pomona - 2 afl.
- 2001 Shades - als Maeve Sullivan - 6 afl.
- 2000-2001 Hearts and Bones - als Emma Rose - 13 afl.
- 1999 Eureka Street - als Aoirghe - 4 afl.
- 1999 The Dark Room - als Jane 'Jinx' Kingsley - 2 afl.
- 1996-1998 Ballykissangel - als Assumpta Fitzgerald - 23 afl.
- 1993-1996 Goodnight Sweetheart - als Phoebe Bamford - 27 afl.
- 1992 A Time to Dance - als Bernadette Kennedy - 3 afl.
- 1988 Troubles - als Viola O'Neill - 2 afl.

- Bibliothèque nationale de France: cb14193780w (data)
- Gemeinsame Normdatei: 173471005
- International Standard Name Identifier: 0000 0003 7199 7357
- Library of Congress Control Number: no2010154499
- MusicBrainz: b2f82926-9639-4f70-83f0-df964afea702
- Nederlandse Thesaurus van Auteursnamen: 235707945
- Virtual International Authority File: 150521462
- WorldCat: E39PBJkdgwVyMJY8b6YCTcFqcP